# Kloster Binsdorf

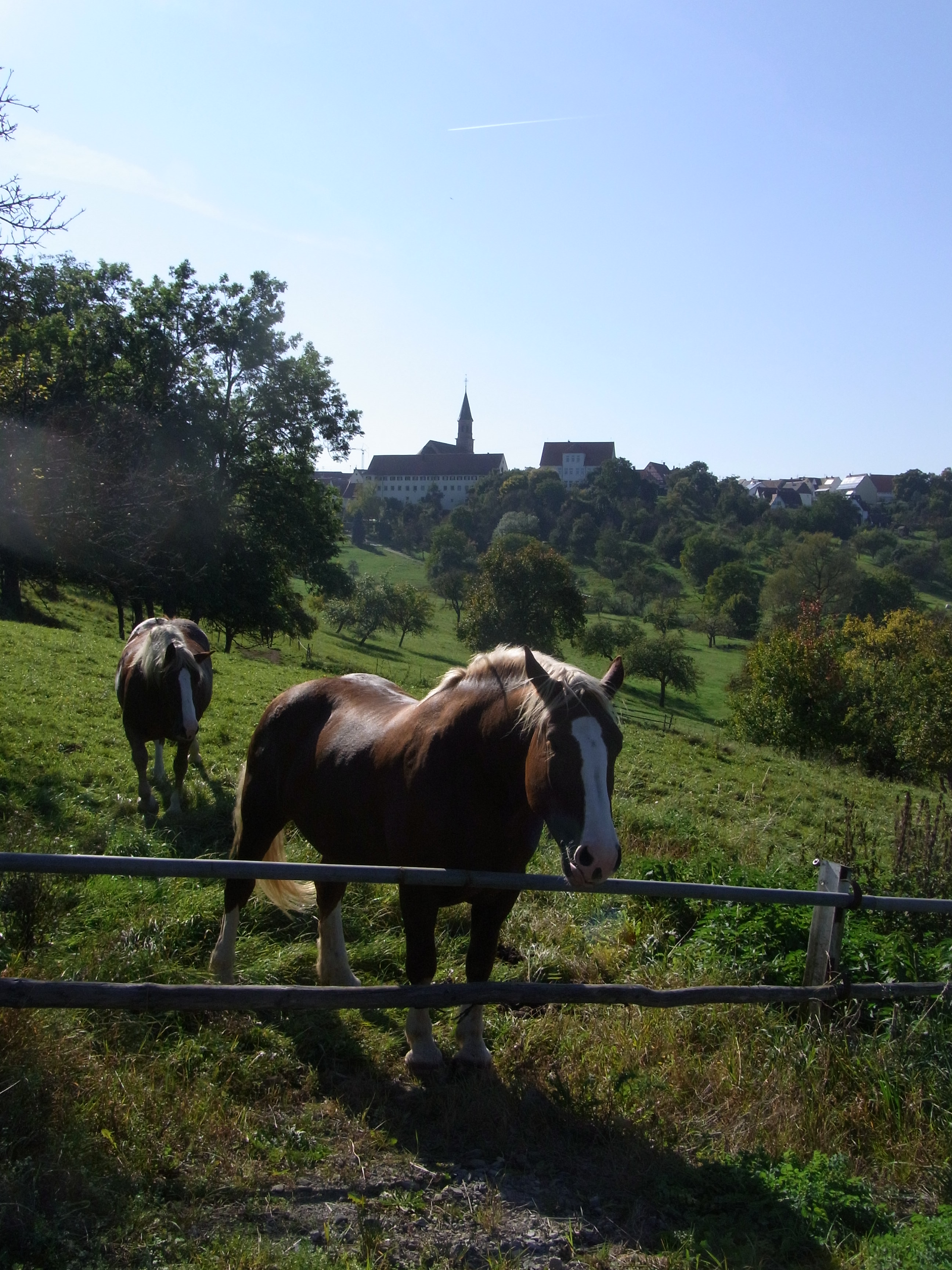
Binsdorf, das Konventsgebäude des Klosters vor der später anstelle der Klosterkirche gebauten Kirche St. Markus

Das Kloster Binsdorf ist ein ehemaliges Dominikanerinnenkloster in Binsdorf, einem Ortsteil von Geislingen im Zollernalbkreis (Baden-Württemberg).

## Geschichte
Das Kloster ging im um 1280 aus einer in Binsdorf ansässigen Beginenklause hervor und entstand am Standort einer mindestens in das 13. Jahrhundert zurückreichenden Burganlage der Grafen von Zollern. Im Jahr 1312 unterstellte sich das Kloster dem Schutz des Dominikanerordens. Die Betreuung oblag den Dominikanern aus Rottweil. Der Konvent benannte sich nach 1384 nach Katharina von Siena.

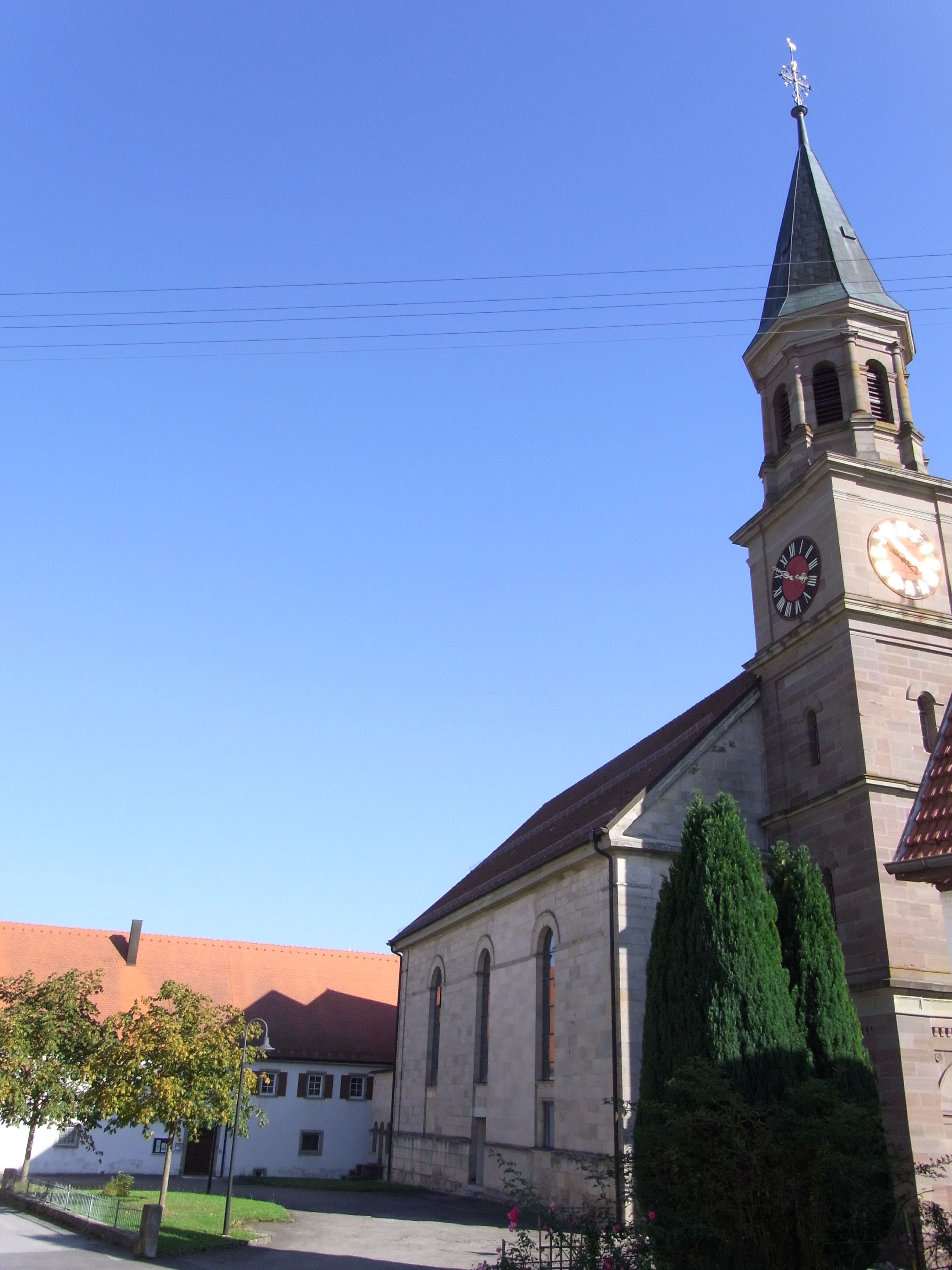
Konventsgebäude und St. Markus (2011)

Im Konvent der Dominikaner-Terziarinnen lebten neben der Priorin bis zu 16 Chorfrauen und ein bis zwei Laienschwestern. Für den Klosterbetrieb wurden die Ämter Priorin, Subpriorin, Gastmeisterin, Gärtnerin, Pförtnerin, Schaffnerin, Kellermeisterin, Köchin und Milchmeisterin eingerichtet.
Auch durch zahlreiche Schenkungen im 14. Jahrhundert entwickelte sich das Kloster zu einem der bedeutendsten Großgrundbesitzer. Durch Aufnahme in die Konfraternität des Kartäuserordens wurden gute Kontakte zur Kartause Güterstein bei Urach unterhalten. Auch nach Rottenburg am Neckar sowie zur Reichsstadt Augsburg pflegten die Dominikanerinnen überregionale Beziehungen. Trotz der Zugehörigkeit zu Vorderösterreich hatten die Nonnen Neigungen zu Württemberg. So ließen sie 1525 einen württembergischen Hauptmann durch die Stadtmauer entweichen und nahmen 1545 württembergische Mädchen auf, wofür sie jeweils mit einer Strafe belegt bzw. verwarnt wurden. Während der Reformation erhielten die Nonnen wiederum eine Verwarnung, da ein Kaplan der neuen Lehre zugeneigt war. Im 18. Jahrhundert weigerten sich die Frauen, eine Handarbeitsschule für Mädchen einzurichten, nachdem sie durch die Regierung zu „nutzbringender Arbeit“ angehalten wurden.
Durch den Besitz des Asylprivilegs wurde Verfolgten im 18. Jahrhundert Asyl gewährt.
In der Säkularisation kam das Kloster an Württemberg, wurde 1806 aufgehoben und ein Jahr später an die Binsdorfer Kirchenpflege als Pfarrhaus verkauft. Die noch ansässigen Nonnen erhielten Wohnrecht und eine Rente, bis 1838 die letzte Schwester verstarb.
Heute wird das Klostergebäude als Pfarr- und Gemeindehaus mit Wohnungen genutzt.

## Klosteranlagen
Das Konventsgebäude und der Klostergarten stellen als Sachgesamtheit seit der Eintragung in das Denkmalbuch 2019 ein Kulturdenkmal von besonderer Bedeutung (§ 12 DSchG BW) dar.

### Konventsgebäude

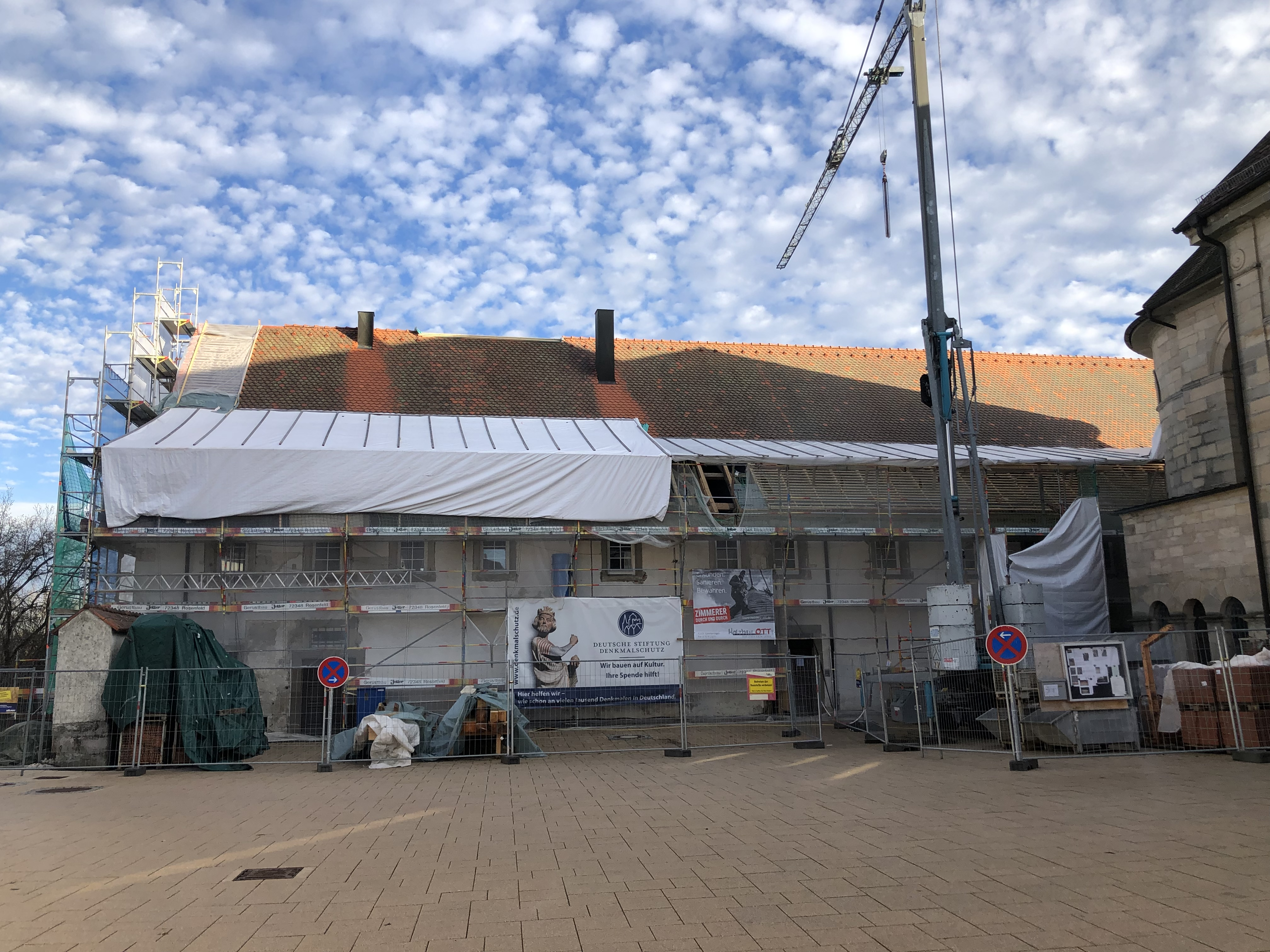
Konventsgebäude während der Sanierung (2021)

Das Konventsgebäude liegt am östlichen Rand von Binsdorf und war Teil der Stadtbefestigung. Rechtwinklig vor dem Gebäude befindet sich die Pfarrkirche St. Markus und umschließt mit dem Konventsgebäude den Kirchplatz.
Unter Einbezug der Burganlage wurde vor 1390 ein großes Konventshaus errichtet, auf dessen Keller vermutlich ab 1685 das Konventsgebäude in seiner heutigen Form entstand. Um 1775 wurde das Konventsgebäude unter dem Haigerlocher Baumeister Christian Großbayer erweitert. Der Südflügel wurde 1828 zugunsten der Kirche St. Markus abgebrochen. An Stelle der 1904 beim Stadtbrand abgebrannten Klosterscheuer befindet sich seit 1905 das Schulhaus.
Aufgrund der Hanglage kann das Erdgeschoss des viergeschossigen Baus von der Westseite ebenerdig betreten werden, während das Kellergeschoss vom Klostergarten aus über eine nach oben führende Treppen erreichbar ist. Im Erdgeschoss befindet sich der von der Kirchengemeinde genutzte Markussaal, einer von zwei Sälen. Die ehemals 16 Klosterzellen sind in ihrer Struktur weitgehend erhalten und wurden zu Wohnungen und dem Pfarrbüro zusammengefügt. Im Kellergeschoss zeugt der Gewölbekeller von den Ursprüngen des Gebäudes. Die Klosterküche ist einschließlich der Ausstattung erhalten. Insgesamt ist eine große Anzahl repräsentativer Bodenbeläge und Stuckelemente sowie bauzeitlicher Türrahmen und -blätter überliefert.
Am nördlichen Ende des Gebäudes befand sich neben dem Kellergeschoss eines der drei Stadttore Binsdorfs, das seit 1963 als Garage genutzt wurde. Anlässlich Wassereindringung in das Konventsgebäude erfolgte 2016 die Neugestaltung des Vorplatzes zwischen dem Kloster und der Kirche. Da der historische Wert nicht erkannt wurde, fielen das ehemalige Stadttor sowie die Strukturen des Platzes der Pflasterung zum Opfer. Außerdem wurde die Wasserführung verändert, sodass der Brunnen im Keller des Klosters versiegte.
1806 wurde ein in Richtung Erlaheim führender unterirdischer Gang aus steinernen Platten entdeckt.
Das Kloster überstand die letzten beiden großen Stadtbrände und gehört somit zum ältesten Baubestand des Ortes.

### Klostergarten
Unterhalb des Klostergebäudes befindet sich der barocke Klostergarten mit zentralem Springbrunnen, Wegen, Umfriedungen und einem Lusthäuschen (Pavillon). Der Terrassengarten weist eine auf dem mittelalterlichen St. Galler Klosterplan basierende Aufteilung in Kräuter- und Blumengarten (Medizinalgarten), Küchengarten (Gemüsegarten) und Baumgarten (Obstgarten) auf. Die um 1724 entstandenen Anlagen sind bis heute nahezu unverändert erhalten.
Erst mit Aufnahme der Planungen für die Sanierung des Konventsgebäudes stellte sich die Bedeutung des barocken Klostergartens heraus, welcher wie nur wenige seiner Art überliefert ist.

### Klosterkirche
Die um 1300 errichtete Klosterkirche soll der Heiligen Maria geweiht gewesen sein und befand sich nördlich der heutigen Pfarrkirche St. Markus. Über einen gedeckten Gang war das Konventsgebäude mit dem Nonnenchor der Klosterkirche verbunden.
Neben dem Südflügel des Klosters wurde auch die Klosterkirche abgebrochen und 1835 durch die klassizistische Pfarrkirche St. Markus ersetzt.

## Gesamtsanierung ab 2021

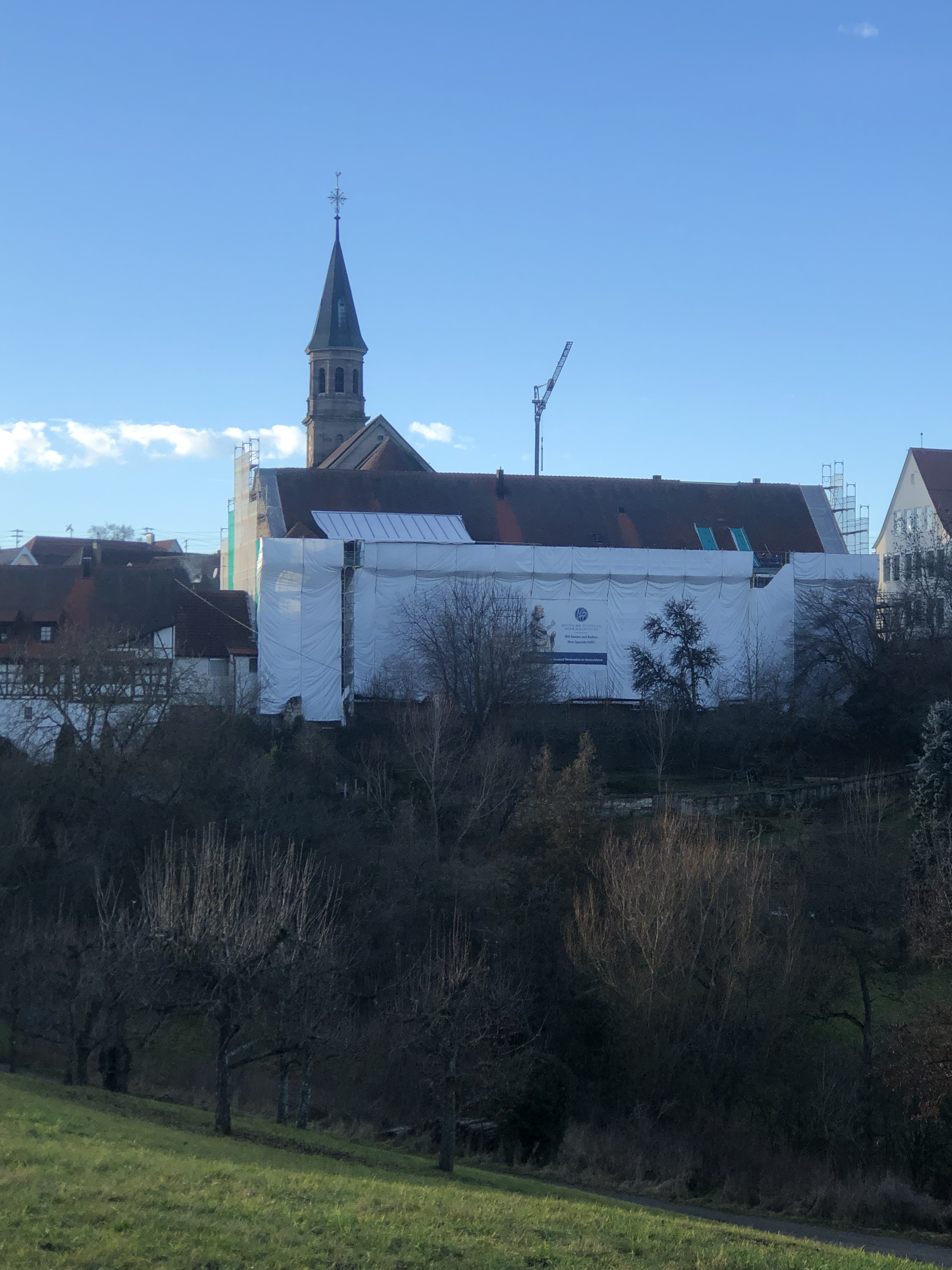
Sanierung 2021

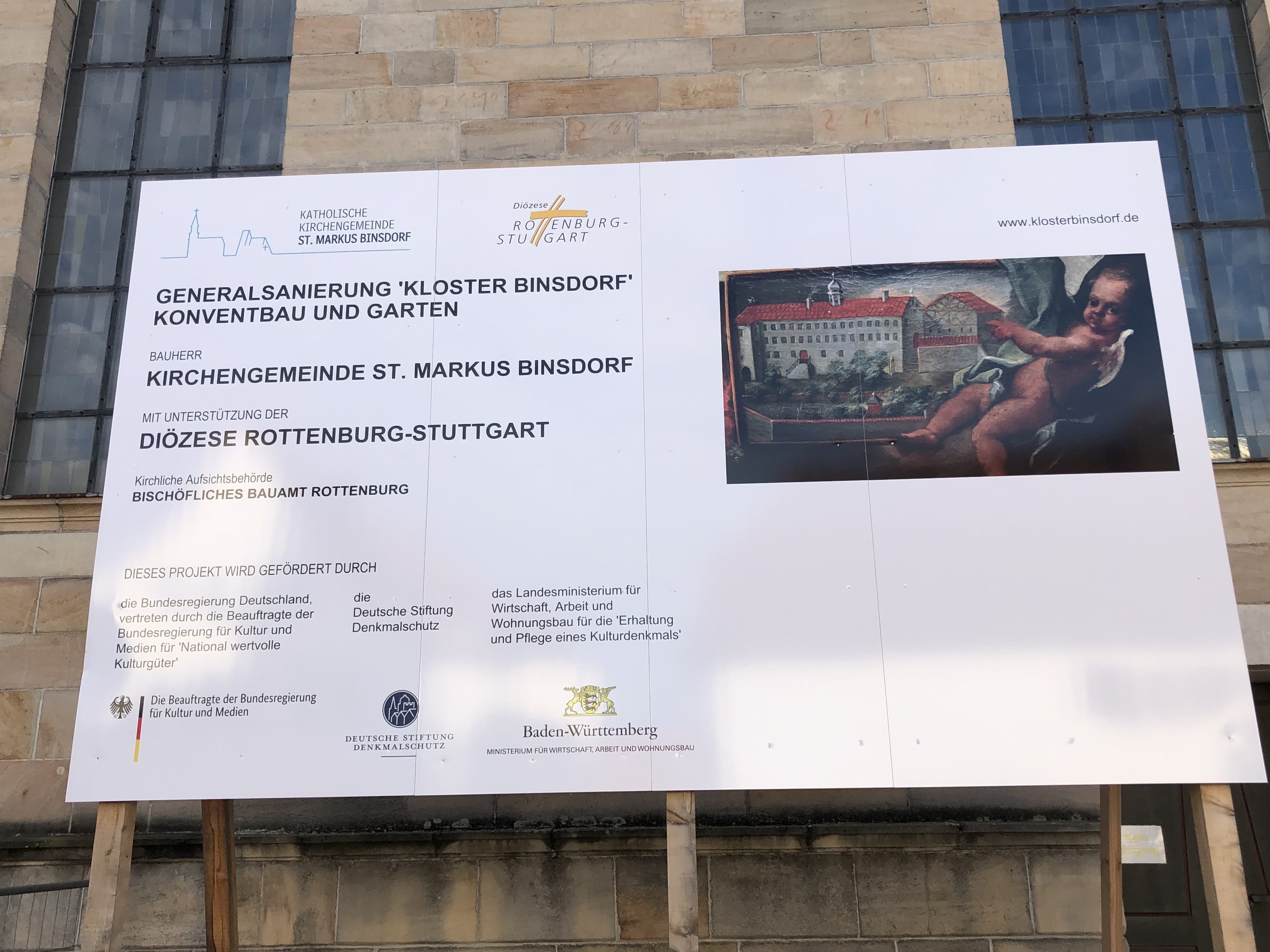

Nach mehrjähriger Planung begann im Juni 2021 die Gesamtsanierung des Klosters. Am Konventsgebäude werden im ersten Bauabschnitt Dach, Fassade und Fenster saniert. Anschließend folgt die Instandsetzung der Innenräume durch Wiederherstellung der Stuckelemente, Pflege der historischen Ausstattung sowie Vorbereitung der Räume für die folgende Nutzung. Ergänzend zur aktuellen Nutzung sollen Tagungsräume entstehen.
Die barocke Gartenanlage mit dem Holzpavillon wird umfassend denkmalgerecht instand gesetzt. Durch laufende Pflege und Nutzung des Gartens soll die langfristige Erhaltung gesichert werden.
Im Rahmen der Gesamtsanierung sollen zudem die nicht denkmalverträglichen Maßnahmen auf dem Vorplatz aus 2016 rückgebaut werden.
Die Kosten des ersten Bauabschnitts betragen rund vier Millionen Euro, die Gesamtmaßnahme soll rund neun Millionen Euro in Anspruch nehmen und vier bis fünf Jahre dauern.
Gefördert wird der erste Bauabschnitt am Konventsgebäude aus den Denkmalfördermitteln des Landes Baden-Württemberg in Höhe von 411.000 Euro, aus dem Förderprogramm National wertvolle Kulturdenkmäler der Beauftragten der Bundesregierung für Kultur und Medien in Höhe von 253.000 Euro sowie durch die Deutsche Stiftung Denkmalschutz in Höhe von 100.000 Euro.
Für die Sanierung des Klostergartens liegt eine Zusage aus der Bundesförderung in Höhe von 1,53 Millionen Euro vor.

## Abbildungen
In der Friedhofskirche Gruol (Haigerloch) bildet ein Altarbild aus 1731 das Kloster Binsdorf ab. Das Tafelbild wurde vom Augsburger Maler Johann Georg Bergmüller angefertigt und ist eine Stiftung von Hylaria Augustina Buemayrin, der Priorin des Klosters zu Binsdorf.